# Boreonykus
Boreonykus — викопний рід динозаврів дромеозавридів, які мешкали в пізньому крейдяному періоді у Канаді.
Фрагментарні залишки дромеозавридів були виявлені у вісімдесятих роках на ділянці Пайпстон-Крік у центральній Альберті під час розкопок кісткового ложа, що містило щонайменше двадцять сім особин цератопсида Pachyrhinosaurus lakustai. Спочатку їх частково віднесли до Saurornitholestes у 2001 році.
Типовий вид Boreonykus certekorum був названий і описаний Філом Беллом і Філіпом Джоном Каррі у 2015 році. Назва роду є різновидом «Boreonychus», «північний кіготь». Видова назва certekorum посилається на компанію Certek, яка працює в нафтовій промисловості та надавала фінансову підтримку для розкопок.
Зразок голотипу Boreonykus, TMP 1989.055.0047, був знайдений у шарі формації Вапіті в центральній Альберті, яка датується пізнім кампаном, 73,27 ± 0,25 мільйона років тому. Складається з правої лобової кістки. Чотирнадцять розхитаних зубів були віднесені до виду, а також кілька посткраніальних кісток, можливо, однієї особини: зразок TMP 1988.055.0129, задній хвостовий хребець; UALVP 53597, кіготь другого пальця, екземпляр TMP 1986.055.0184.1, серпоподібний кіготь стопи.
Була вказана єдина автапоморфія, унікальна похідна риса: виступи, що межують з передніми частинами западин навколо надскроневих вікон, утворюють разом гострий кут 55 °, спрямований назад.
Boreonykus був, у Dromaeosauridae, поміщений у Velociraptorinae. Це вважалося й ознакою фауністичного провінціалізму, і швидкою зміною видів.